# Jannie de Groot
Adriana Elisabeth "Jannie" de Groot (ur. 4 stycznia 1930 w Amsterdamie, zm. 27 lipca 2011 tamże) – holenderska pływaczka, która zdobyła brązowe medale na 200 m stylem klasycznym na Mistrzostwach Europy w pływaniu w 1947 i 1950 roku. Wystąpiła na Igrzyskach Olimpijskich w Londynie, gdzie w tej samej konkurencji zajęła 5. miejsce.
Jej brat Daan de Groot był kolarzem torowym i szosowym.